# Berg-Papaya
Die Berg-Papaya (Vasconcellea pubescens), auch Papayuela, Chamburo (englisch mountain pawpaw, mountain papaya) genannt, ist eine Pflanzenart aus der Gattung Vasconcellea innerhalb der Familie der Melonenbaumgewächse (Caricaceae).

## Beschreibung
Berg-Papaya ist ein aufrechter Strauch oder kleiner Baum mit einer Wuchshöhe zwischen 1,5 und 7 Meter. Die Laubblätter sind fünf- bis siebenlappig, mit spitzen bis kurz zugespitzten Blattzipfeln. Sie sind auf der Unterseite auf den Nerven dicht wollig behaart, die Oberseite ist kahl. Auch der Blattstiel ist behaart.
Es kommen sowohl einhäusige wie auch zweihäusige Individuen vor. Die Blüten sind, wie bei allen Arten der Gattung, fünfzählig. Die rispigen männlichen Blütenstände sind achselständig mit einem 4 bis 14 Zentimeter langen, schlanken Stiel. Ihre Länge beträgt 24 bis 27 Millimeter. Der Kelch ist etwa 3 Millimeter, die grünliche Blütenröhre 12 bis 15 Millimeter lang mit fünf Kronzipfeln. Die sterile weibliche Anlage (Pistillode) ist etwa halb so lang wie die Kronröhre. Die am Stamm sitzenden (kaulifloren) weiblichen Blütenstände sind vier- bis sechsblütig und kurz gestielt, der Stiel erreicht 0,7 bis 1 Zentimeter Länge. Die Blüten sind 1 bis 4 Millimeter lang gestielt, der Kelch erreicht 2 bis 4 Millimeter, die Kronblätter 20 bis 25 Millimeter Länge. Sie sind weiß oder gelb gefärbt, gelegentlich etwas grünlich. Der Fruchtknoten ist glatt, der Griffel ist sehr kurz, die fünf Narben sind  3 bis 7 Millimeter lang, ihr Rand ausgerandet oder ganzrandig. Die Früchte erreichen 6 bis 15 Zentimeter Länge und 3 bis 8 Zentimeter Durchmesser, sie sind elliptisch bis verkehrt-eiförmig, häufig mehr oder weniger fünfkantig. Die spindelförmigen Samen erreichen 4 bis 5 Millimeter Länge, die Samenschale besitzt rundliche Auswüchse.
Die zweihäusig getrenntgeschlechtigen Pflanzenexemplare formen, saisonalabhängig, in verschiedenen Verhältnissen männlich und weibliche, sowie zwittrige Blüten aus, normalerweise sind auf den Blütenständen im oberen Bereich die weiblichen Blüten und im unteren Bereich die männlichen Blüten angeordnet. Die ca. 130 Gramm schweren Früchte sind zuerst grün, dann gelb oder orangefarben, wenn sie reif sind. Das etwa 1 Zentimeter dicke, fleischige, gelbe, gummiartige, etwas säuerliche und duftende „Fruchtfleisch“, umgibt eine „Höhlung“ mit zahlreichen braun-roten Samen (100 bis 200), die mit einer weißlich saftigen Sarkotesta bedeckt sind. Die Früchte der weiblichen Pflanzen sind regelmäßig geformt, mit mehr Fruchtfleisch und werden bevorzugt verwendet, die Früchte der zwittrigen Pflanzen sind deformiert, mit ausgeprägterer Fünfseitigkeit, mit weniger Fruchtfleisch.

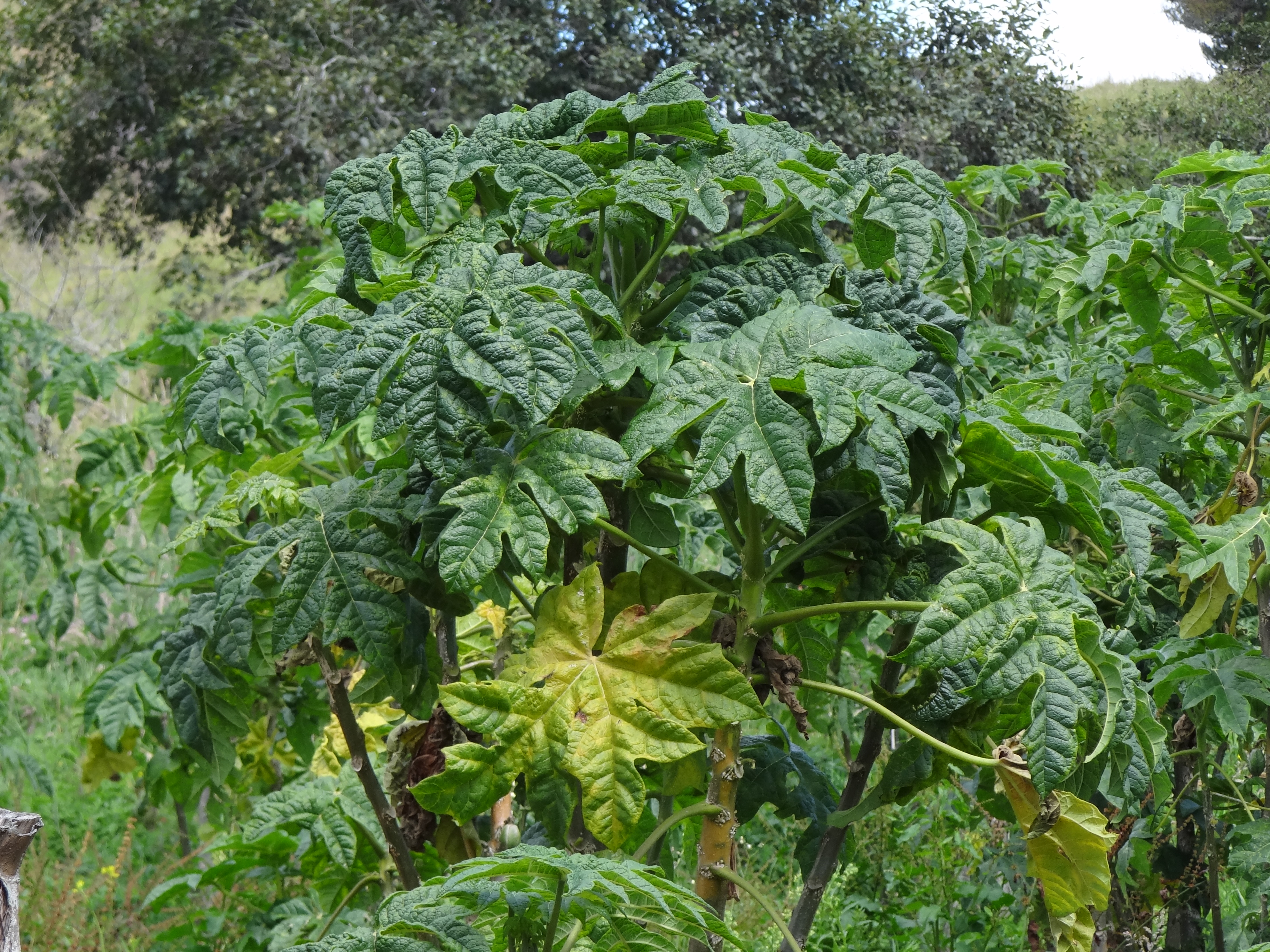
Laubblätter

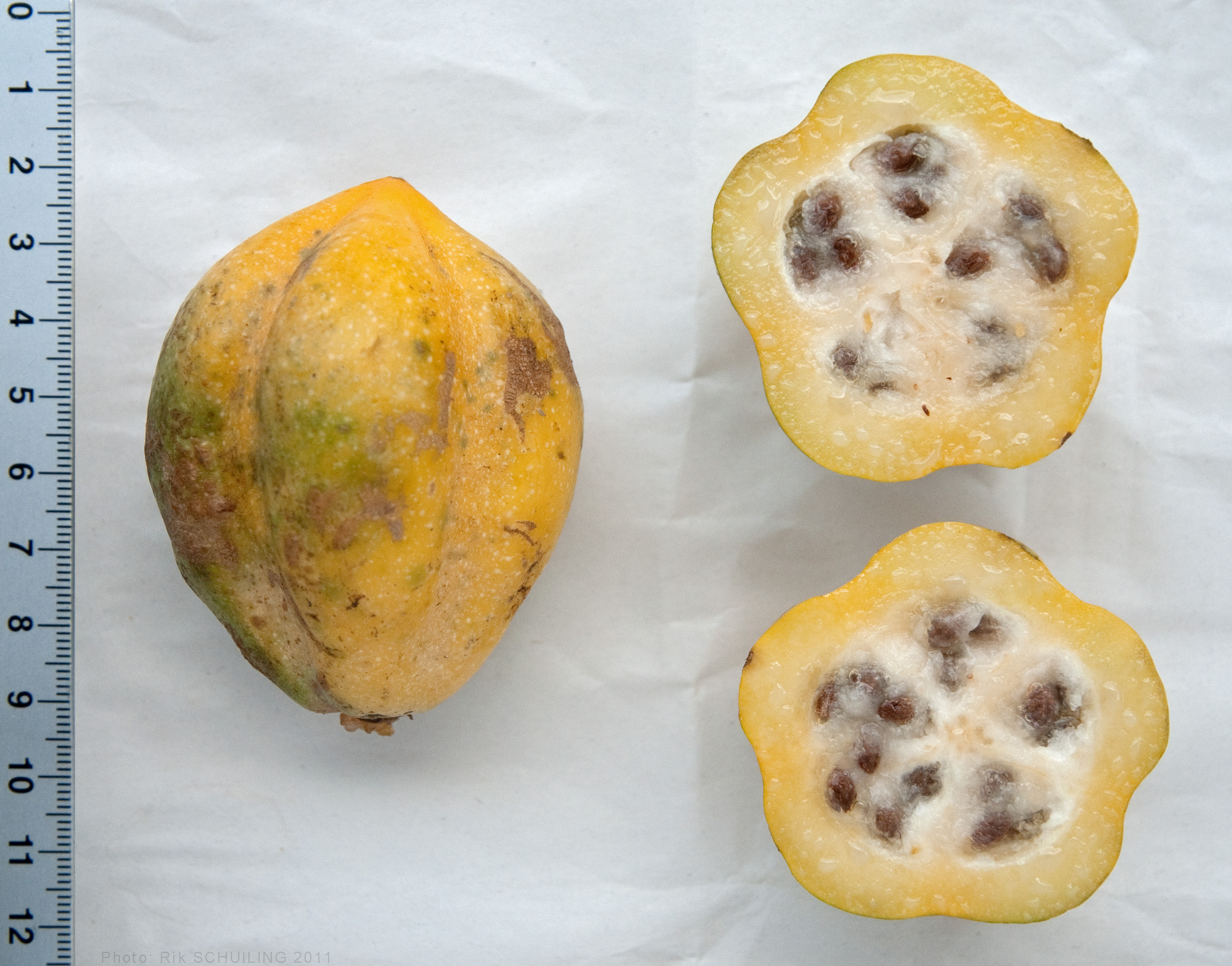
Berg-Papaya Frucht

Der Habitus der Berg-Papaya ähnelt der gewöhnlichen Papaya, ist aber kleiner.

## Vorkommen
Sie kommt indigen in Panama, Venezuela, Kolumbien, Ecuador, Peru und Bolivien vor. In anderen Ländern, so in Chile wurde sie als Kulturpflanze eingeführt und ist teilweise verwildert, vermutlich bereits vor Ankunft der Europäer. Von hier werden Früchte, in kleinem Umfang, nach Europa und Nordamerika exportiert. Eine Verbreitungskarte ist angegeben in der Arbeit von Xavier Scheldeman und Kollegen.
Natürliche Wuchsorte sind Wolken- und Nebelwälder der Andenketten in Meereshöhen über 1500, bis etwa 3000 Meter.

## Taxonomie
Es handelt sich um eine taxonomisch problematische Art. Die Erstbeschreibung erfolgte 1864 durch Alphonse Pyrame de Candolle in Prodromus systematis Naturalis Regni Vegetabilis 15, S. 419. Der Gattungsname ehrt den brasilianischen Geistlichen Simão de Vasconcelos (lat. Vasconcellius) (1597–ca. 1672).  Später wurde die Gattung von Hermann zu Solms-Laubach zeitweilig in die Gattung Carica transferiert. Dieser übersah dabei, dass bereits Peter Joseph Lenné und Karl Heinrich Koch nach ihnen von Józef Warszewicz zugesandtem Material eine Carica pubescens beschrieben hatten. Der venezolanische Botaniker Víctor Manuel Badillo bemerkte bei seiner Revision der Gruppe, bei der er die Gattung Vasconcellea wieder aus der Synonymie zurückholte, die Homonymie. Da ihm kein Herbarmaterial von de Candolle vorlag, wählte er für Carica pubescens Lenné & K. Koch den Ersatznamen Vasconcellea cundinamarcensis V.M.Badillo (als korrigierende Falschschreibung, nach Cundinamarca, abgeleitet von Carica candamarcensis, einem von Joseph Dalton Hooker in einem Katalog erwähnten Namen). Tatsächlich erwiesen sich aber bei späterer Kontrolle die Pflanzen in ihren Merkmalen als identisch, so dass der eingeführte Name Vasconcellea pubescens taxonomisch gültig ist. Die dadurch ausgelöste Verwirrung hält teilweise bis heute an, so dass die Art in zahlreichen Arbeiten unter beiden Namen erwähnt sein kann.
Die Arten Vasconcellea pubescens, Vasconcellea longiflora, Vasconcellea stipulata und Vasconcellea goudotiana sind bei rein morphologischem Vergleich vegetativer Merkmale durch überlappende Merkmalskombinationen kaum gegeneinander abgrenzbar. Nach genetischen Daten handelt es sich aber um getrennte Arten.
Als Berg-Papaya bezeichnete und kultivierte Pflanzen beziehen sich darüber hinaus nicht immer auf diese Art, sondern teilweise auch auf andere Gattungsvertreter. Häufig wird eine, oft als „Babaco“ bezeichnete Art angebaut, die botanisch als Vasconcellea × heilbornii (V. Badillo) V. Badillo bezeichnet wird. Nach Auffassung von Víctor Manuel Badillo handelt es sich dabei um eine natürlich entstandene Hybride zwischen Vasconella pubescens und Vasconella stipulata. Genetische Untersuchungen erwiesen aber eine komplexere Geschichte, nach der weitere Arten an der Entstehung dieser Sippe beteiligt gewesen sein müssen, in einigen Exemplaren wurden gar keine genetischen Marker von Vasconella pubescens gefunden. Vasconcellea × heilbornii wurde in zahlreiche Regionen als Kulturpflanze ausgeführt, darunter Neuseeland, Australien, Südafrika und Südeuropa.

## Phylogenie
Die Gattung Vasconcellea ist die artenreichste Gattung der Caricaceae, sie umfasst etwa 20 Arten. Nach den genetischen Daten ist Schwesterart die (bestandsbedrohte) ecuadorianische Art Vasconcellea sprucei.